# Bacsó János (újságíró)
Bacsó János, 1931-ig Reiter (Baja, 1919. október 10. – Budapest, Józsefváros, 1960. március 24.) újságíró.

## Élete
Bacsó (Reiter) Emil ügyvéd és Kőhegyi Józsa fia. Tanulmányait 1937-ben Bécsben a Kereskedelmi Akadémián kezdte, azonban egy évvel később Párizsba, majd onnan 1939-ben, a háború kitörésekor Spanyolországba menekült. 1941-ben hazatért és itthon bujkált a munkaszolgálat elől. Édesapját 1944-ben deportálták, a holokauszt áldozata lett. 1945-ben lépett az újságírói pályára. Először az Igaz Szó, aztán a Szabadságharcos munkatársa volt. 1951 és 1956 között az Új Világ hetilapnál dolgozott. Amikor a lap megszűnt, a Népakarat szerkesztőségéhez csatlakozott. 1957 nyarán az Ország-Világhoz került s mindvégig annak rovatvezetője volt. Halála évében jelent meg az Ami a kulisszák mögött történt... című riportkönyve, amely az Ország-Világ című hetilapban közölt riportsorozatán alapult, s a nácizmus uralmáról írt benne.
Házastársa Sziva Ilona volt, akit 1949-ben Budapesten vett nőül.
Temetése Budapesten, a Farkasréti temetőben volt.

## Művei
- Magvetők (Magyar–szovjet barátság a két világháború között, Budapest, 1955)
- Ami a kulisszák mögött történt (Budapest, 1960)